# 遼寧大学

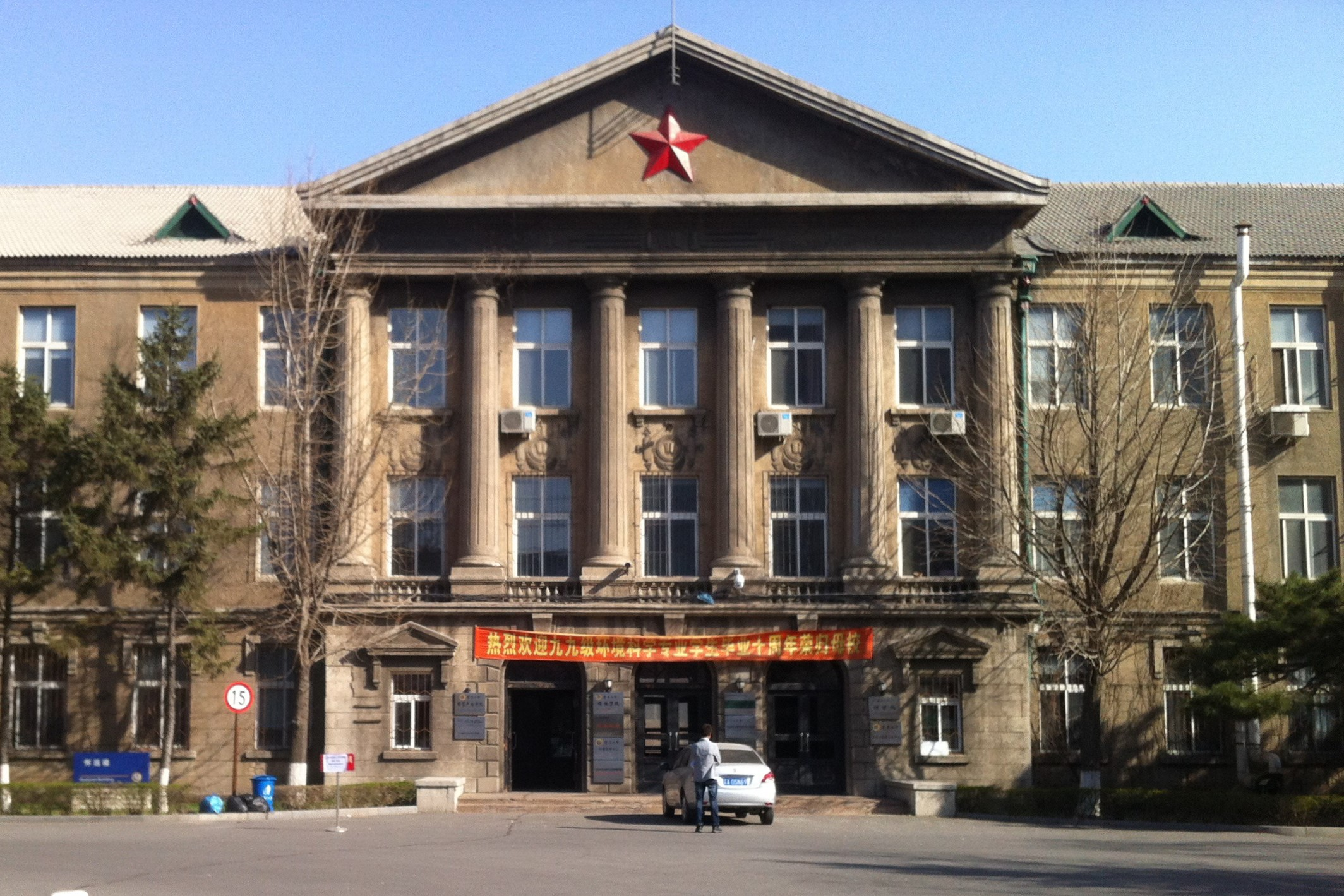

遼寧大学（りょうねいだいがく、ピンイン: Liáoníng Dàxué、英名:Liaoning University）は、中国遼寧省瀋陽市皇姑区に所在する中華人民共和国の国立大学。1948年に創立された。大学の略称は遼大。

## 概観

### 大学全体
2023年3月現在、校長は余淼傑、学生総数2.7万名。
国家重点大学のひとつであり、遼寧省でも最高クラスの大学で全国100大学にも選ばれている。

## 略歴
- 1948年11月、東北人民政府により、瀋陽商業専門学校として、瀋陽に設立される。
- 1958年9月15日、ロシア語専門学校、東北財経学院、瀋陽師範学院から合併して創立、名称を遼寧大学に変更。

## 組織
学校は国際経済学院、経済管理学院、工商管理学院など25の学部で構成された総合大学である。日本語科も設置されており、日本からの留学生も多数いる。

### 学院
- 化学院
- 外国語学院
- 物理学院
- 数学院
- 生命科学院
- 薬学院
- 軽型産業学院
- 信息学院
- 文学院
- 歴史学院
- 哲学・公共管理学院
- マルクス主義学院
- 経済学院
- 商学院
- 国際関係学院
- 亜奥商学院
- 新華国際商学院
- 法学院
- 広播影視学院
- 本山芸術学院
- 環境学院
- 中国語国際教育学院（国際交流学院）
- 成人教育学院/継続教育学院
- 人文科技学院
- 公共基礎学院

## キャンパス
キャンパスは、崇山、蒲河、遼陽武聖3つがあり、あわせて61.8万平方メートルの敷地面積を持つ。学生数は2011年7月現在、本科生（学部学生）20000人、碩士研究生（修士課程院生）と博士研究生合わせて6500人、総計約27000人である。
大学図書館は全キャンパスあわせると2,300,000冊を超える蔵書数がある。

## 日本における協定校
- 10校 ( 早稲田大学、近畿大学、関西大学、明治大学、神奈川大学、 富山大学等 ）

## 著名な卒業生
- 王文元：全国政協副主席
- 武寅：中国社科院副院長、社科院研究生院院長
- 左大培：中国経済学者、中国社会科学院経済研究所研究員
- 劉泱：登山家、中国四隅制覇達成第一人者
- 杜進：拓殖大学教授
- 李鋭：小説家